# Lugaignac
Lugaignac – miejscowość i gmina we Francji, w regionie Nowa Akwitania, w departamencie Żyronda.
Według danych na rok 1990 gminę zamieszkiwało 290 osób, a gęstość zaludnienia wynosiła 79 osób/km² (wśród 2290 gmin Akwitanii Lugaignac plasuje się na 890. miejscu pod względem liczby ludności, natomiast pod względem powierzchni na miejscu 1503.).